# Ushpizin
Ushpizin (Hebreeuws: האושפיזין) is een Israëlische film uit 2004, geregisseerd door Gidi Dar en gaat over het Loofhuttenfeest. De hoofdrollen werden vertolkt door Shuli Rand en zijn vrouw Michal Batsheva, die nog nooit eerder had geacteerd.

## Verhaal
Moshe en Mali Bellanga zijn een verarmd, kinderloos, chassidisch echtpaar in de Breslov-gemeenschap in Jeruzalem. Nadat Moshe is gepasseerd voor een toelage die hij verwachtte, kunnen ze hun rekeningen niet betalen, laat staan zich voorbereiden op het komende Loofhuttenfeest.
Moshe bewondert een bijzonder mooie etrog, een citrusvrucht, één van de vier soorten die nodig zijn voor de viering van de feestdag. Ze troosten zich door een uitspraak van rabbijn Nachman van Breslov te herinneren dat moeilijke tijden een geloofstest zijn. Na een angstig gebed ontvangen ze aan de vooravond van de feestdag een onverwacht geschenk en Moshe koopt de etrog voor 1000 shekels (ongeveer $ 300), een grote som geld die veel meer is dan hij zich kan veroorloven.
Het echtpaar krijgt bezoek van een paar ontsnapte gevangenen, van wie er één Moshe kende in zijn vroegere, niet-religieuze leven. De veroordeelden worden hun gasten (ushpizin) in de loofhut, waardoor veel conflicten ontstaan en de relatie tussen Moshe en Mali onder druk komt te staan.

## Locatie
Ushpizin werd gefilmd op locatie in Jeruzalem. Hoewel een paar scènes werden opgenomen in Haredi-buurten, werd het grootste deel van de film opgenomen in het Schneller-weeshuis en in de wijk Nachlaot in Jeruzalem.

## Rolverdeling
| Acteur          | Personage       |
| --------------- | --------------- |
| Shuli Rand      | Moshe Bellanga  |
| Michal Batsheva | Malli Bellanga  |
| Shaul Mizrahi   | Eliyahu Scorpio |
| Ilan Ganani     | Yossef          |